# Ioan Sabău
Ioan Ovidiu Sabău (ur. 12 lutego 1968 w Câmpia Turzii) – piłkarz rumuński grający na pozycji środkowego pomocnika.

## Kariera klubowa
Sabău pochodzi z miasta Câmpia Turzii, leżącego w okręgu Kluż. Piłkarską karierę rozpoczynał w stolicy tego regionu, w mieście Kluż-Napoka, w tamtejszym klubie Universitatea Cluj. W 1985 roku stał się członkiem pierwszej drużyny, a 8 marca 1986 zadebiutował w pierwszej lidze w przegranym 0:1 wyjazdowym spotkaniu z Rapidem Bukareszt. W Universitatei grał do końca 1987 roku, a zimą 1988 trafił na pół roku do ASA Târgu Mureș. Latem natomiast przeszedł do Dinama Bukareszt i już w pierwszym sezonie wywalczył sobie miejsce w podstawowej jedenastce. W 1989 roku wywalczył z Dinamem wicemistrzostwo Rumunii, natomiast rok później sięgnął po swój pierwszy tytuł mistrza kraju, a także pierwszy Puchar Rumunii.
Latem 1990 roku Sabău przeszedł do holenderskiego Feyenoordu. W Eredivisie swój pierwszy mecz zaliczył 2 września 1990 roku, a Feyenoord pokonał w nim 6:0 MVV Maastricht. W sezonie 1990/1991 był podstawowym zawodnikiem drużyny (strzelił 6 goli w lidze) i zdobył z nią Puchar Holandii. W następnym sezonie opuścił ponad połowę meczów z powodu kontuzji, ale zdołał uzyskać 5 bramek. Zajął z Feyenoordem 3. pozycję w lidze i drugi raz z rzędu zdobył krajowy puchar.
Latem 1992 Sabău został piłkarzem włoskiej Brescii Calcio, w której stał się czwartym Rumunem obok Gheorghe Hagiego, Dorina Mateuța i Florina Răducioiu. W Serie A zadebiutował 6 września w zremisowanym 2:2 wyjazdowym meczu z SSC Napoli. W Brescii był liderem drugiej linii i strzelił 4 gole, jednak na koniec sezonu spadł z nią do Serie B. Pobyt w drugiej lidze trwał tylko rok i w sezonie 1994/1995 Ioan znów występował na boiskach Serie A. Brescia jednak znów zajęła miejsce oznaczające degradację i kolejny rok Sabău spędził w drugiej lidze. W sezonie 1996/1997 grał w Reggianie i z nią również przeżył spadek o klasę niżej, podobnie jak z Brescią po raz trzeci w 1998 roku.
Latem 1998 Sabău wrócił do Rumunii. W 1999 roku wywalczył mistrzostwo Rumunii z Rapidem Bukareszt, a w 2000 roku został wicemistrzem kraju. W sezonie 2000/2001 przebywał na wypożyczeniu do trzecioligowej wówczas Universitatei Cluj, ale już po sezonie wrócił do Rapidu. W 2002 roku zdobył z nim Puchar Rumunii, a w 2003 roku tytuł mistrza kraju. Po tamtym sukcesie zakończył piłkarską karierę. Wznowił ją w sezonie 2004/2005 i rozegrał jedno spotkanie w drugoligowym klubie Gaz Metan Mediaș.
| Sezon   | Klub                | Kraj     | Rozgrywki  | Mecze | Bramki |
| ------- | ------------------- | -------- | ---------- | ----- | ------ |
| 1985/86 | Universitatea Cluj  | Rumunia  | Divizia A  | 8     | 1      |
| 1986/87 | Universitatea Cluj  | Rumunia  | Divizia A  | 21    | 3      |
| 1987/88 | Universitatea Cluj  | Rumunia  | Divizia A  | 4     | 0      |
| 1987/88 | ASA Târgu Mureș     | Rumunia  | Divizia A  | 12    | 2      |
| 1988/89 | FC Dinamo Bukareszt | Rumunia  | Divizia A  | 25    | 3      |
| 1989/90 | FC Dinamo Bukareszt | Rumunia  | Divizia A  | 24    | 5      |
| 1990/91 | Feyenoord           | Holandia | Eredivisie | 27    | 6      |
| 1991/92 | Feyenoord           | Holandia | Eredivisie | 12    | 5      |
| 1992/93 | Brescia Calcio      | Włochy   | Serie A    | 32    | 4      |
| 1993/94 | Brescia Calcio      | Włochy   | Serie B    | 25    | 6      |
| 1994/95 | Brescia Calcio      | Włochy   | Serie A    | 12    | 0      |
| 1995/96 | Brescia Calcio      | Włochy   | Serie B    | 30    | 0      |
| 1996/97 | A.C. Reggiana 1919  | Włochy   | Serie A    | 19    | 1      |
| 1997/98 | Brescia Calcio      | Włochy   | Serie A    | 7     | 1      |
| 1998/99 | Rapid Bukareszt     | Rumunia  | Divizia A  | 22    | 1      |
| 1999/00 | Rapid Bukareszt     | Rumunia  | Divizia A  | 21    | 1      |
| 2000/01 | Universitatea Cluj  | Rumunia  | Divizia C  | ?     | ?      |
| 2001/02 | Rapid Bukareszt     | Rumunia  | Divizia A  | 19    | 0      |
| 2002/03 | Rapid Bukareszt     | Rumunia  | Divizia A  | 16    | 1      |
| 2004/05 | Gaz Metan Mediaș    | Rumunia  | Divizia B  | 1     | 0      |

## Kariera reprezentacyjna
W reprezentacji Rumunii Sabău zadebiutował 3 lutego 1988 roku w przegranym 0:2 meczu z Izraelem. Swojego pierwszego gola zdobył trzy dni później w sparingu z Polską, zremisowanym 2:2. W 1990 roku był w kadrze Rumunii na Mistrzostwach Świata we Włoszech. Tam zagrał w trzech meczach grupowych: z ZSRR (2:0), Kamerunem (1:2) i Argentyną, a także w 1/8 finału z Irlandią (0:0, karne 4:5), ale w żadnym z tych spotkań nie zdobył gola. W 1996 roku został powołany przez Anghela Iordănescu na Mistrzostwa Europy w Anglii, jednak na tym turnieju ani razu nie wybiegł na boisko. Karierę reprezentacyjną zakończył w 1999 roku. W kadrze narodowej zagrał 52 razy i zdobył 8 bramek.

## Kariera trenerska
Po zakończeniu kariery piłkarskiej Sabău został trenerem. W 2005 roku objął pierwszoligową Glorię Bystrzyca. Pracował tam do 2009 roku, a w sezonie 2009/2010 był trenerem FC Timiszoara.

## Życie prywatne
Jest żonaty. Mieszkając w Holandii został Świadkiem Jehowy.